# Volvo V50
Volvo V50 är en personbil i mellanklassen, tillverkad av Volvo.
Volvo introducerade V50 vid motorshowen i Bologna år 2003. V50 ersatte Volvos tidigare mellanklasskombi V40. Modellen baseras teknisk på sedanmodellen S40 som kom några månader senare. V50 delar plattform med Ford Focus och Mazda3. 
Volvo V50 har varit drabbad av milda elektronikfel orsakad av att fukt tränger sig in i känsliga områden.
Säkerhetstänkandet är högt och V50 räknas som säkrare än medelbilen enligt Folksams olycksstatistik. S40 fick fem stjärnor i Euro NCAP:s krocktest och V50 bör vara lika säker eftersom det handlar om samma konstruktion. Besiktningen klarar V50 något bättre än genomsnittet.
Toppmodellen av V50 är T5 AWD. Motorn i denna version är femcylindrig på 2,5 liter och har 220 hk med ett maximalt vridmoment på 320 Nm.

## Historia
Från modellår 2008 fick V50 en facelift som innebar förändringar av front, inredning m.m. 

### Utrustningspaket
Till en början fanns följande paket tillgängliga:
Addition, Plus och Plus Plus, av vilka den sistnämnda är mest välutrustad. 
Senare hette det enklaste utrustningspaketet Kinetic och väljs av de flesta köpare. Nästa steg i utrustningsnivå heter Momentum och lyxpaketet är Summum.